# Живий вогонь

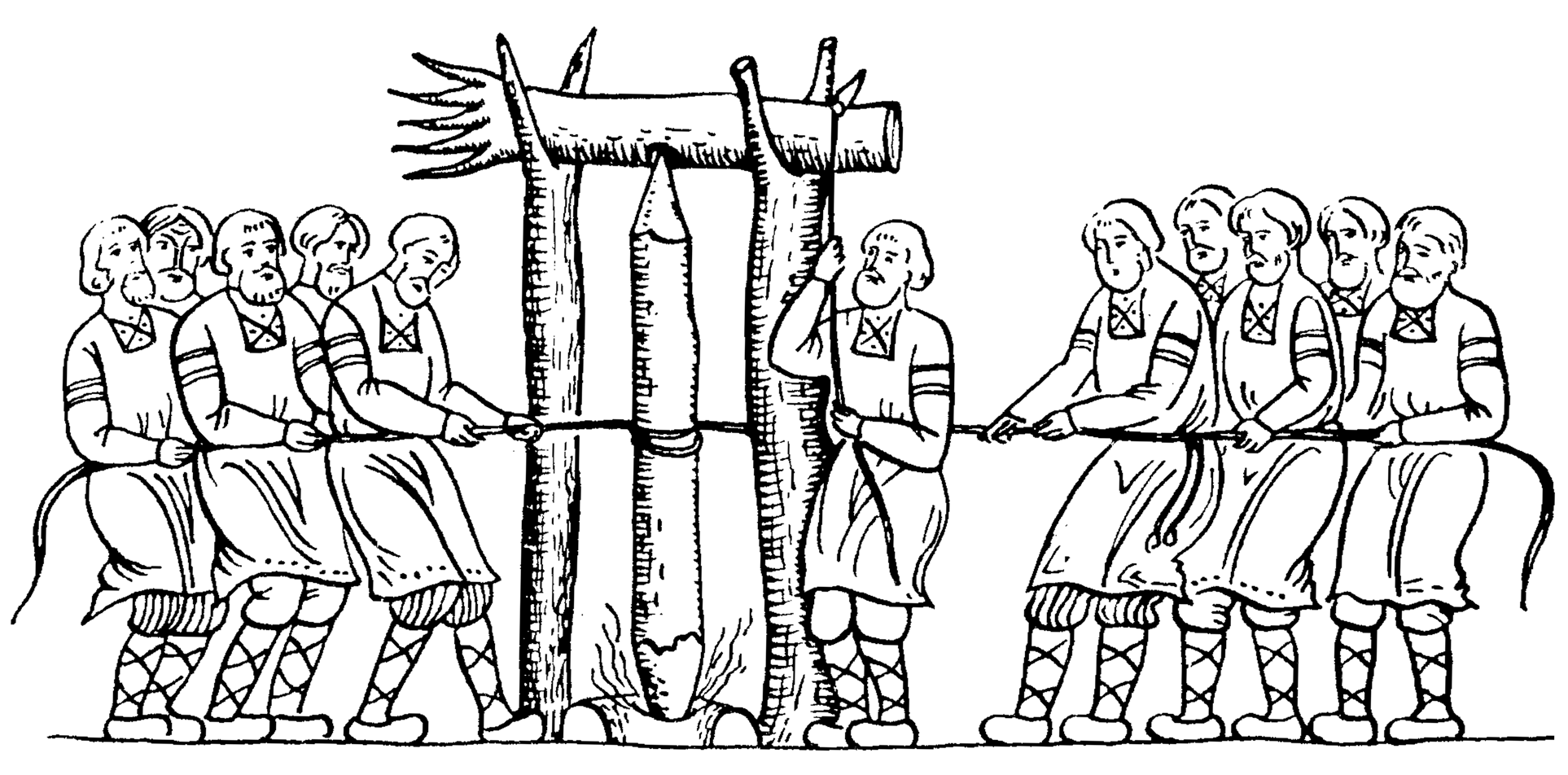
Витирання живого вогню згідно з реконструкцією 1928 р.

Живий вогонь — вогонь, добутий переважно тертям дерева об дерево (витиранням). Обряд був поширений у селянській традиції слов'янських народів. Аналогічні обряди зафіксовані у гірських шотландців у XVIII столітті («першотравневі вогні»), хрещених татар у XIX столітті. Окрім того, за допомогою тертя здавна розводилися великодні і різдвяні багаття в багатьох народів Європи.

## Використовування в різних народів
Згідно з народними повір'ями, живий вогонь має велику магічну, цілющу й очищувальну силу. Через це його використовували тільки в особливих випадках: коли треба розпалити вогонь у новому житлі, змінити старий вогонь на новий по завершенні календарного циклу, також для деяких магічних дій.
В українських Карпатах живий вогонь («жива ватра») добувався пастухами на полонині на Юрія Весняного, і він мав горіти до Покрови, оберігаючи худобу. Згасання вогню віщувало велике нещастя. Обряд здійснював ватаг (старший пастух), витирання вогню свердлінням цурки скалкою супроводжувалося читанням молитов. У Російській імперії на межі XIX—XX століть живий вогонь використовували для розкладання купальських багать, для переганяння худоби під час епідемій. У Стародавньому Римі в разі недоглядання невгасимого вогню весталками новий вогонь для храму Вести добували також тертям.

## Згадки в літературі
|  | Заклавши в одвірки скалку, двоє людей перетягали ремінь, від чого скалка крутилась й скрипіла. — Слава Ісусу! —— привітався Іван. Але йому нічого не одповіли. Так само фуркала скалка, і двоє людей, скуплені й строгі, тим самим рухом перетягали ремінь. Скалка починала куритись, і скоро маленький вогник вискочив з неї та запалав з обох кінців. Ватаг побожно підняв вогонь і встромив в ватру, зложену коло дверей. |

|  | — Ти ж хто, браччіку, будеш — вівчар? — зацікавивсь Іван. — Ні, я спузар,— одкрив зуби Микола, — маю пильнувати ватри, аби не згасла через все літо, бо була б біда!.. — Він навіть з жахом озирнувся навколо. — Та й піти до потоку води, та й у ліс дров... |

|                                              | Стекла маржинка назад в долини, розібрана хазяями, одтрембітали своє трембіти, лежать здоптані трави, а вітер осінній заводить над ними, як над мерцем. Лишились тільки ватаг зі спузарем. Вони мусять чекати, аж згасне вогонь, той вогонь полонинський, що сам народився, неначе бог, сам має й заснути. |
| — М. М. Коцюбинський, «Тіні забутих предків» | |